# Акармара
Акармара (груз. აკარმარა) — населений пункт в Грузії, у Ткуарчальському районі Абхазії. Колишнє шахтарське селище, фактично район міста Ткварчелі, нині покинуте майже всіма мешканцями.

## Розташування
Акармара розташоване у гірськоій ущелині, приблизно у 8 км від центру Ткварчелі та у 35 км. від Сухумі.

## Історія
Акармара був утворений у 1938 році як селище міського типу. В смт. Акармара мешкали переважно шахтарі, які працювали на вугільних родовищах Ткварчельського району.
У 1942 році Акармара був адміністративно об'єднано з містом Ткварчелі. 
Після Другої світової війни військовополонені німці збудували багато будинків у західноєвропейському архітектурному стилі, які стали унікальними для цієї місцевості.
В Акармара працювали: Будинок культури, школа, лікарня, ринок, ресторан, кінотеатр, залізничний вокзал, санаторій та готель.
Під час Грузино-абхазького конфліку та війни в Абхазії у 1992—1993 роках більшість місцевих мешканців залишила Акармару, яка разом  з Ткуарчалі перебували в облозі 413 днів. серед місцевих мешканців було чимало загиблих. Багато з тих, хто втік від війни, вже не ніколи повернулися у Акармару.
Після війни було знищено майже всю промислову інфраструктуру. З часом напівзруйновані будинки в Акармарі заросли субтропічною рослинністю.
Раніше в Акармару вела залізнична колія з унікальним, єдиним в СРСР залізничним мостом з вигином, міст зберігся, але рейки зняли.
Поблизу від Акармара є такі ж інші міста-примари: Джантуха, Поляна та інші.

## Населення
Наприкінці 80-х років в Акармарі мешкало близько 5 тисяч осіб.
За даними на березень 2018 року в Акармарі мешкає п'ять сімей. У Акармара залишилися тільки люди похилого віку та ті, кому нікуди податися.

## Промисловість
До війни 1992-1993 років Акармара було значним промисловим селищем Абхазії. Промисловість була зосереджена на видобутку вугілля.
У Акармалі були радонові ванни, у яких використовувалась мінеральна вода з джерел Ткварчельської мінеральної води, що розташовані на березі річки Галідзгі, у селі Соукварі, між населеними пунктами Акармара та Квезані. У радянські часи джерела були впорядковані, працював санаторій на 400 місць. Після війни від санаторію нічого не залишилося.